# خليل الجيزاوي
خليل الجيزاوي (16 سبتمبر 1961 محافظة الغربية)، كاتب روائي وناقد أدبي وصحفي مصري، يكتب القصة القصيرة والرواية والمقال الفكري والدراسة النقدية بالكثير من الدوريات الثقافية العربية.

## سيرة
- ليسانس كلية الآداب قسم اللغة العربية بجامعة عين شمس 1985
- عمل بالصحافة الأدبية منذ عام 1995 وحتى الآن

## مناصب
حاليًا
- وكيل وزارة الثقافة... رئيس الإدارة المركزية للشئون الأدبية والمسابقات بالمجلس الأعلى للثقافة بالقاهرة.
- عضو مجلس إدارة النقابة العامة لاتحاد كتاب مصر/ رئيس لجنة النشر/ مارس 2005 وحتى الآن
- عضو مجلس إدارة نادي القصة بالقاهرة / مقرر لجنة النشر

سابقًا
- مدير عام الإدارة العامة للشئون الأدبية بالمجلس الأعلى للثقافة بالقاهرة 2012 ــــ2015
- رئيس تحرير سلسلة كتاب المواهب، المجلس الأعلى للثقافة 2012 ــــ2015
- رئيس تحرير مجلة الكاتب المصري/ تصدر عن نقابة اتحاد كتاب مصر 2019 ـــــ 2021
- مراسل صحفي (متعاون) مجلة الرافد/ الشارقة الإمارات العربية 2000 ـــــ 2005
- مراسل صحفي (معتمد) مجلة دبي الثقافية/ دار الصدى للصحافة الإمارات العربية 2005 ـــــ 2008
- أخصائي نشر بالمجلس الأعلى للثقافة 2000 ـــــــ 2010
- محرر أدبي بجريدة القاهرة 2001 ــــــ 2005

## الجوائز الأدبية وشهادات التقدير
- الجائزة الأولى في مسابقة نادي القصة للرواية عن رواية يوميات مدرس البنات عام 1998.[بحاجة لمصدر]
- الجائزة الأولى في مسابقة نادي القصة للقصة القصيرة عن قصة نشيد الخلاص 1998.[بحاجة لمصدر]
- جائزة المجلس الأعلى للثقافة في مسابقة محمود تيمور عن المجموعة القصصية نشيد الخلاص2002.[1]
- الجائزة الأولى في مسابقة إحسان عبد القدوس للرواية عن مخطوط رواية: أيام بغداد يناير 2019.[بحاجة لمصدر]
- حازت (نشيد الخلاص) أفضل مجموعة قصصية عام 2001 باستفتاء إذاعة الشباب والرياضة بالقاهرة.[بحاجة لمصدر]
- شهادة تقدير من نادي القصة بالقاهرة بتوقيع عميد الرواية العربية نجيب محفوظ 1998.[بحاجة لمصدر]
- شهادة تقدير للتحكيم في مسابقة ساقية الصاوي للقصة القصيرة 2005.[بحاجة لمصدر]
- شهادة تقدير ودرع مهرجان عبد السلام العجيلي للرواية العربية الرقة سوريا 2010.[بحاجة لمصدر]
- شهادة تقدير من المجلس الأعلى للثقافة للإشراف على مسابقة المواهب الأدبية 2012 ــــ 2015.[بحاجة لمصدر]
- شهادة تقدير ودرع معرض الشارقة الدولي للكتاب 2015.[بحاجة لمصدر]
- شهادة تقدير للمشاركة في ملتقى الشارقة الثالث عشر للسرد العربي سبتمبر 2016.[بحاجة لمصدر]
- تُرجمت بعض قصصه القصيرة[أي منها؟] إلى الإنجليزية والفرنسية.
- انتهت المترجمة فوزية القادري من ترجمة روايته: مواقيت الصمت إلى اللغة الإسبانية
- كُتبت عن رواياته ومجموعاته القصصية أكثر من 100 دراسة نقدية نُشرت معظمها بالصحف والمجلات الأدبية، وأُذيعت ونوقشت في برامج إذاعية وتليفزيونية، بالإضافة إلى أبواب من رسائل وكتب جامعية.[بحاجة لمصدر]
- تسجيل رسالة ماجستير تحت عنوان: «البناء الفني في روايات خليل الجيزاوي» لعلياء على عبد الوهاب بإشراف الأستاذ الدكتور عبد الرحيم الجمل بقسم الأدب والنقد العربي بكلية دار العلوم جامعة الفيوم 2016 مصر.[بحاجة لمصدر]
- تسجيل رسالة ماجستير تحت عنوان: «تقنيات السرد في روايات خليل الجيزاوي» لصفاء شعبان بإشراف الأستاذ الدكتور عصام على خلف رئيس قسم الأدب والنقد العربي بكلية دار العلوم جامعة المنيا 2019 مصر.[بحاجة لمصدر]
- تسجيل رسالة ماجستير تحت عنوان: «المكان في روايات خليل الجيزاوي» لعبير محمود الضو بإشراف الأستاذ الدكتور عبد المنعم أبو زيد بقسم الأدب والنقد العربي بكلية دار العلوم جامعة الفيوم 2016 مصر.[بحاجة لمصدر]

## مؤلفات
- 2000 – يوميات مدرس البنات، رواية، الطبعة الأولى مكتبة مدبولى الصغير. الدار العربية للعلوم ناشرون (2008)، الطبعة الثانية الدار العربية بيروت بالاشتراك مع مكتبة مدبولى بالقاهرة ومنشورات الاختلاف بالجزائر2008.(ردمك 978-9953-87-298-8)[2]
- 2001 – نشيد الخلاص ـ قصص ـ الطبعة الأولى هيئة قصور الثقافة. الطبعة الثانية ـ كتاب الرافد ـ وُزع مع مجلة الرافد العدد 33 سبتمبر 2012.[1]
- 2003 – أحلام العايشة، رواية، الهيئة المصرية العامة للكتاب.
- 2004 – الألاضيش، رواية، الهيئة المصرية العامة للكتاب.
- 2004 – أولاد الأفاعي، قصص، الكتاب الفضي، نادي القصة.
- 2004 – مسرح المواجهة، دراسة، الهيئة المصرية العامة للكتاب.
- 2007 – مواقيت الصمت، رواية، الدار العربية للعلوم بيروت بالاشتراك مع مكتبة مدبولى للتوزيع بالقاهرة،[3] ومنشورات الاختلاف للتوزيع بالجزائر. الطبعة الثانية ـ كتاب الرافد ـ يوزع مع مجلة الرافد العدد 41 مايو 2013
- 2009 – يوسف الشاروني.. عمر من ورق، دراسة، الهيئة المصرية العامة للكتاب.
- 2010 – حبل الوداد، قصص، الهيئة العامة لقصور الثقافة ـ سلسلة أصوات أدبية.
- 2011 – سيرة بني صالح، رواية، دار سندباد للنشر والتوزيع بالقاهرة،[4] الطبعة الثانية عن دائرة الثقافة والإعلام بالشارقة الإمارات 2015
- 2019 – أيام بغداد، رواية، مؤسسة دار المعارف للنشر والتوزيع بالقاهرة 2019.

## كتب صدرت عن الكاتب
- خليل الجيزاوي وعالمه الروائي، الكاتب إبراهيم حمزة، دار سندباد للنشر القاهرة 2011[5][6]
- سيميولوجيا الخطاب السردي عند الروائي خليل الجيزاوي/ راضية شقروش/ دار سندباد للنشر القاهرة 2014[7][8]
  - تحت الطبع: * خالتي بهية ـــــ رواية